# Боран

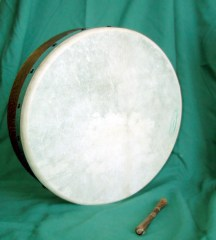
Боран із паличкою

Боран або бойран (ірл. bodhrán) — ірландський рамковий барабан. діаметром від 25 до 65 см (10"—26"), зазвичай — від 35 до 45 см (14"—18"). Ширина обода — 9-20 см (3½"—8"). На бубон з одного боку натягують козячу шкіру (хоча в сучасному виробництві використовують також синтетичні матеріали). Інша сторона лишається відкрита для руки виконавця, який може контролювати висоту і тембр звуку. Всередині можуть бути 1-2 поперечини, але на професійні інструменти їх зазвичай не ставлять.
Грають на борані спеціальною одно- чи двосторонньої паличкою або рукою (набагато рідше). Ірландською мовою паличка називається cipin, англійською tipper або beater. Сьогодні для досягнення певних тембрів звучання застосовують також спеціальні палички, пензлики різних типів.
Боран можуть оснащувати спеціальною системою натягу і налаштовування мембрани, оскільки остання має властивість реагувати на вологість повітря. Завдяки цій системі мембрану можна підтягнути до оптимального стану, якщо вона «сіла» від вологості, а також налаштувати її на певний тон у разі гри з іншим інструментом.
Боран широко використовують ірландські, шотландські, а також інших т.зв. кельтські (бретонські, галісійські тощо) традиційні музиканти, а також в деяких інших музичних стилях.